# Montmagny (MRC)
Montmagny é um Concelho Municípal Regional (MRC) da província canadense de Quebec, na região de Chaudière-Appalaches. Sua principal cidade é Montmagny.

## Divisões do MRC de Montmagny

### Municípios
- Berthier-sur-Mer
- Cap-Saint-Ignace
- Lac-Frontière
- Montmagny
- Notre-Dame-du-Rosaire
- Saint-Antoine-de-l'Isle-aux-Grues
- Sainte-Apolline-de-Patton
- Sainte-Euphémie-sur-Rivière-du-Sud
- Sainte-Lucie-de-Beauregard
- Saint-Fabien-de-Panet
- Saint-François-de-la-Rivière-du-Sud
- Saint-Just-de-Bretenières
- Saint-Paul-de-Montminy
- Saint-Pierre-de-la-Rivière-du-Sud